# Урал (Баймакский район)
Урал (баш. Урал) — деревня в Зилаирском сельсовете Баймакского района Республики Башкортостан России.
С 2005 года имеет современный статус, с 2008 года носит современное название.

## Географическое положение
Расстояние до:
- районного центра (Баймак): 70 км,
- центра сельсовета (Ургаза): 25 км,
- ближайшей железнодорожной станции (Сибай): 75 км.

## История
Статус деревни, сельского населённого пункта, посёлок получил согласно Закону Республики Башкортостан от 20 июля 2005 года № 211-з «О внесении изменений в административно-территориальное устройство Республики Башкортостан в связи с образованием, объединением, упразднением и изменением статуса населенных пунктов, переносом административных центров», ст.1:

6. Изменить статус следующих населенных пунктов, установив тип поселения — деревня:

5) в Баймакском районе:…

р) поселка Уральского отделения Зилаирского сельсовета

## Население
| 2002 | 2009 | 2010 |
| ---- | ---- | ---- |
| 303  | ↘250 | ↘215 |

Национальный состав
Согласно переписи 2002 года, в посёлке Уральского отделения преобладающие национальности: русские (40 %) и башкиры (35 %).